# Дикий мир будущего
«Ди́кий мир бу́дущего», или «Прогулки с монстрами будущего» (англ. The Future is Wild) — научно-популярный фильм в трёх частях в жанре реконструкции, снятый в 2002 году. Это совместный фильм нескольких стран: США, Канады, Великобритании и Польши. Подобно другим фильмам в этом жанре, демонстрирует зрителю облик и повадки животных и растений, ныне не существующих, но при этом не воссоздаёт животных, существовавших ранее и дошедших до нас в виде останков, а переносит действие в далёкое будущее (5, 100 и 200 миллионов лет спустя), моделируя предполагаемые формы, которые могут произойти от современных в условиях вполне предсказуемых изменений в ландшафте и климате Земли, хотя и встретил критику, опровергавшую возможность существования данных видов.

## Эпизоды фильма
Фильм разбит на 3 серии, каждая из которых разбита на 4 эпизода. Каждая серия посвящена определённому периоду времени, каждый эпизод — одной из экосистем, которые могли бы существовать в тот период времени. Ниже перечислены эпизоды фильма (в скобках указано место действия).
1. Welcome to the Future (вводная часть).

5 миллионов лет спустя:
1. Return of the Ice (ледяные пустыни на месте Парижа);
2. The Vanished Sea (покрытая солью пустыня, возникшая на месте Средиземного моря);
3. Prairies of Amazonia (степь, расположенная в тех местах, где сегодня протекает Амазонка);
4. Cold Kansas Desert (полупустыня Канзаса).

100 миллионов лет спустя:
1. Flooded World (море);
2. Waterland (болота Бенгалии);
3. Tropical Antarctica (тропические леса Антарктиды, которая в это время расположена на экваторе);
4. The Great Plateau (территория нынешней Аляски).

200 миллионов лет спустя (к этому времени образовался единый континент, так что провести параллели с современными нам материками очень трудно):
1. The Endless Desert (пустыня) — её центр, по некоторым данным — Рим;
2. The Global Ocean (океан);
3. Graveyard Desert (пустыня, расположенная недалеко от океана) — одна из окраин — нынешний Лос-Анджелес;
4. The Tentacled Forest (влажные тропические леса) — примерно на месте Лондона.

## Животные
В каждом из эпизодов фильма описано несколько обитающих там животных. Ниже даны списки животных, разбитые по сериям и эпизодам.
Return of the Ice
- Шаграты — потомки альпийских сурков. Питаются всеми растениями, которые могут найти. Пищу выкапывают из снега сильными передними лапами. Густая шерсть защищает животных от морозов. Рост в холке составляет 91 см.
- Снегозвери — потомки росомах. Имеются длинные клыки, как у вымерших саблезубых кошачьих и звероящеров Горгонопсов. Покрыты густой белой шерстью. Сильно развит родительский инстинкт. Чуткое обоняние. Рост в холке — 60 см.
- Китовые олуши — гигантские олуши, полностью приспособившиеся к жизни в океане и занявшие нишу китообразных. На сушу вылезают только для откладки яиц. От хищников защищаются длинным крепким клювом, или выплёвывая в него отвратительно пахнущую полупереваренную еду. Длина тела — 4,3 м.
- Потомки тресковых рыб (добыча китовых олуш).

The Vanished Sea
- Криптилии — ящерицы, бегающие на задних лапках, охотящиеся за насекомыми с помощью липких сетей-выростов на голове. Длинный язык, как у хамелеона, с помощью которого слизывают добычу. Длина тела (с хвостом) — 50 см.
- Карроны — наземные потомки куницы, живущие в ущельях. Очень умны и проворны. Рост в холке — примерно 42 см.
- Скрофы — длиннорылые и длинноногие всеядные свиньи, потомки кабана. Рост в холке — 50 см.
- Современные мухи-береговушки.

Prairies of Amazonia
- Бабукари — стайные обезьяны, питающиеся растениями и рыбой, потомки лысого уакари. Рост в плечах — 90 см.
- Каракиллеры — гигантские нелетающие птицы c когтями на передних крыльях, потомки обыкновенной каракары. Охотятся стаей. Рост — 2-3 м.
- Степные спиногромы — потомок паки, похожий на броненосца. Всеядное медлительное животное. Примерная длина — 1,3 м.

Cold Kansas Desert
- Пустынные спиногромы — родственники степных спиногромов. Развит родительский инстинкт. Размером немного меньше своих степных родственников.
- Североамериканские спинки — миниатюрные подземные нелетающие птицы, потомки калифорнийского хохлатого перепела. Образ жизни схож с современными голыми землекопами. Точных данных о размере нет, но меньше кролика.
- Смертоносы — хищные летучие мыши, занявшие нишу орлов и стервятников. Живут в пещерах. Размах крыльев — 1,5 м.

Flooded World
- Океанские фантомы — гигантские медузы-колонии полипов. Самое опасное морское животное. Длина тела — 9 м; ширина — 3,9 м.
- Пауки-вертячки — морские пауки, находящиеся в симбиозе с океанскими фантомами. О размере данных нет.
- Рифовые плавунцы — рыбообразные голожаберные моллюски с чувствительной кожей. Молодые особи держатся стаями. Всеядны. Длина — до 3 м; вес — до 1 тонны.
- Потомки красных водорослей, полностью вытеснившие кораллы. Служат убежищем для молодых рифовых плавунцов.

Waterland
- Болотусы — потомки осьминогов. Часть времени могут проводить на суше. Развит родительский инстинкт. Длина — около 1 м.
- Торатоны — гигантские потомки черепах. Рост — около 7 м; вес — 6 т (детёныш). Взрослые особи в 20 раз больше.
- Искрыбы — болотные электрические рыбы. Активные хищники. Длина — 4 м.
- Растения-питомники — потомки Лилейных. Имеют форму заполненной водой чаши, в которой выращивают потомство болотусы. Высота — около 1 м; с цветоносом — около 2 м.

Tropical Antarctica
- Трепетники — похожие на колибри потомки буревестников. Живут в лесах, питаются цветочным нектаром. О размере точных данных нет.
- Клюворезы — вид трепетников. Отличается высокой манёвренностью.
- Огнеплюйки — ещё один вид трепетников. Отпугивает врагов горячей зловонной жидкостью. Длина тела — примерно 30 см.
- Соколоза — гигантская оса. Охотится главным образом на трепетников. Размах крыльев — 80 см.
- Хищные жуки, маскирующиеся под цветы и охотящиеся на трепетников.
- Огнеплюйные деревья — растения, находящиеся в симбиозе с птицами-огнеплюйками.

The Great Plateau
- Ветрокрылы — четырёхкрылые птицы, потомки журавлей. Образ жизни — мигрирующий. Размах передних крыльев — 3 м.
- Пауки-серебрянники — колониальные пауки, плетущие паутину, с помощью которой ловят летающие семена для прокорма погглей. Прячутся в пещерах. Образ жизни схож с муравьями и термитами. Размах лап — около 60 см.
- Поггли — потомки хомяков, самые последние млекопитающие на Земле. Питаются зёрнами, которые собирают пауки. Являются «скотом» для пауков. О размере точных данных нет.
- Древовидные травы. Производят семена, которыми питаются поггли.

The Endless Desert
- Терабиты — высокоорганизованные термиты, выращивающие особый вид водоросли. Размер — немногим больше современных термитов.
- Тёмночерви — пещерные водные черви. Питаются бактериями. Длина — 6 см.
- Гладкоременники — крупные плотоядные черви. Длина тела — 1 м.
- Черви-садовники — морские черви с клетками хлорофилла. Вылезают на сушу за солнечной энергией. Длина — 45 см.

The Global Ocean
- Морские серебринцы — гигантский планктон, занимающий нишу рыб. Размер, вероятно, различается у разных видов.
- Акулопаты — стайные акулы. Сильно развита система распознавания сигналов. Длина — 4 м.
- Радужные кальмары — головоногие моллюски, вероятно, высшие хищники в Океане. Во время брачного периода изменяют свой цвет. Длина — 40 м.
- Океанские флиши — потомки рыб, полностью освоившие воздушную среду. Занимают нишу птиц. Размер разный (в зависимости от вида).

The Graveyard Desert
- Шмележуки — жуки-падальщики, летающие на огромные расстояния. Личинки жуков (мрачники) живут в телах погибших океанских флишей. Длина взрослого жука — около 26 см.
- Пустынные попрыгунчики — прыгающие пустынные улитки, питающиеся растениями.
- Смертоносные бутылочники — хищные растения, питающиеся пустынными попрыгунчиками. Обладают сложной стратегией размножения, использующей взаимоотношения между океанскими флишами и шмележуками.

The Tentacled Forest
- Лесные флиши — родственники океанских флишей, живущие в лесах и полностью порвавшие связь с Океаном. Яркая окраска тела. Размер как у морских флишей.
- Скользкие слизевики — слизевая плесень, крупный хищник. Живёт на деревьях. О размере точных данных нет.
- Мегакальмары — сухопутный потомок кальмаров. Всеядное животное. Рост — 5 м; вес — 8 т.
- Кальмоббоны — осьминогообразные кальмары, очень умные жители лесных крон. Претендуют на новую, хоть и кратковременную, роль доминирующих видов на Земле. Предки разумных моллюсков. Размах щупалец — около 1,5 м.

## Мультсериал
На основе фильма в 2007 году в США сняли мультсериал о путешествии четырёх подростков во время событий, описанных в фильме. Согласно мультсериалу через 10 000 лет наступит новый ледниковый период, грозящий человечеству вымиранием. Для разведки места переселения Си Джи с командой роботов перемещается на машине времени на 200 миллионов лет в будущее. Попавший на борт кальмабон выводит из строя роботов и запускает машину времени в XXI век.